# 淮海戦役
淮海戦役（わいかいせんえき）は、国共内戦中の1948年11月6日から1949年1月10日にかけて発生した中華民国国軍と中国共産党の中国人民解放軍による戦闘である。遼瀋戦役（遼西会戦）および平津戦役（平津会戦）とともに国共内戦における三大戦役の一つ。なお、中華民国側では徐蚌会戦と呼ばれている。
この戦闘の結果、杜聿明・劉峙らの国軍は、劉伯承・鄧小平・粟裕らが指揮する人民解放軍の華東野戦軍（のちの第3野戦軍）、中原野戦軍（のちの第2野戦軍）に敗北し、長江以北の広大な地域が解放され、長江渡河作戦が可能となった。

## 背景
1948年8月、華東野戦軍は済南戦役で勝利を収めると、粟裕司令官代理は共産党中央軍事委員会に対し、この勝利に乗じて淮陰、淮安、宝応、高郵、海州、連雲港の国軍を撃破しようという戦闘の実行を上申した。また、その名称を淮海戦役と名付けた。
この上申は徐州を奪取するための準備として直ちに認められたが、共産党側はもともと比較的小規模な戦闘を予定していた。華東野戦軍の主力は山東省済南以南と、山東省臨沂、江蘇省宿遷地区でしばらく戦力を蓄え、国軍の戦力に迫っていっていた。
その頃、中華民国の蔣介石総統は、長江・淮河一帯を固めて南京を守るため、津浦線と隴海線という2本の鉄道を利用して、徐州を中心に5兵団と3つの綏靖区部隊から成る80万人を配置した。対して共産党中央軍事委員会は、華東野戦軍、中原野戦軍および華東軍区の部隊から成る60万人あまりを東は海州から西は商丘まで、北は臨城から南は淮河までの広い範囲に展開させて戦いを行うことを決定した。

## 戦闘経過
淮海戦役は、3つの段階に分けることができる。

### 第一段階
1948年11月6日夜、共産党の華東野戦軍が淮海戦役の火蓋を切った。この時、国軍本部はもともと、連雲港に駐屯していた李延年の部隊と、新安鎮の黄百韜の部隊、曹八集の李弥の部隊をそれぞれ逐次撤退させて、徐州の東の郊外に配置するつもりであった。しかし、李弥部隊は黄百韜部隊の撤退を待たずに徐州に戻ってしまい、黄百韜部隊は李延年部隊が大運河を渡りきるのを待たざるを得なくなり、3日間足止めすることとなった。
11月8日、共産党地下党員の何基灃と張克侠は、第59軍と第77軍の2万3,000人とともに共産党軍に合流した。さらに黄百韜の第7兵団の側翼全てを暴露したうえ、李弥部隊の前倒し撤退についても伝えた。また、解放軍を使って第7兵団の退路を速やかに遮断した。これにより第7兵団は大運河を渡るために3個師団を犠牲にしなくてはならなかった。結局第7兵団は7個師団が残ったものの、前方の徐州からの攻撃に加えて後方から解放軍の追撃もあり、11月11日までに徐州東方の碾荘地区で両者に取り囲まれてしまった。
この時、徐州南方の戦況としては、宿県の防衛にあたっていた孫元良の部隊が徐州に撤退し、同じく宿県で戦っていた劉汝明の部隊も南に向かって退却していた。共産党の中原野戦軍はスムーズに宿県を占領し、徐州の守備隊が蚌埠に撤退する退路を絶っていた。
そのため蔣介石は華中の黄維と蚌埠の李延年、劉汝明の各部隊に対して北に向かって進軍し、宿県を奪い返すよう命じた。さらに、徐州の邱清泉と李弥の各部隊に対しては、東進して黄百韜の部隊の救出にあたるよう命じた。しかし、邱清泉は黄百韜との間における積年の恨みが強く、さらに共産党から逆に包囲されることを恐れたこともあって、黄百韜の第7兵団を包囲から解放するために部隊を投じることをすぐにはしたがらなかった。結局、11月22日になって第7兵団の10万人は解放軍によって全滅に追い込まれ、黄百韜は自ら命を絶った（一説には、包囲網を突破しようとした際に、共産党軍の銃撃に遭って死亡したとも言われている）。また、蚌埠の李延年と劉汝明の部隊は共産党軍に真っ先に攻撃されることを恐れたため北進を先延ばしにしたため、華中の黄維を孤立させてしまい、かえって国軍にとって極めて不利な情勢を作り上げてしまっていた。

### 第二段階
11月23日、人民解放軍の中原野戦軍は、南方から増援に来ていた黄維の第12兵団を宿県の南西にある双堆集地区で包囲した。この時、淮海戦役の戦況は南京政府にとってきわめて不利な状況であった。黄百韜の部隊が殲滅され、徐州から蚌埠に向かう退路も宿県が占領されていて切断されていた。さらに華中から増援に来た黄維の第12兵団も包囲され、全滅の危機にあった。
このような状況に至り、国軍本部も徐州にいた邱清泉、李弥、孫元良の3部隊に対し、徐州を放棄して江南に撤退するよう命令せざるをえなくなった。11月28日、国軍の徐州攻撃総司令だった劉峙は徐州を離れた。さらに、11月30日には副総司令の杜聿明の指揮により30万人の徐州守備部隊が徐州を放棄して南西に撤退した。しかし、蔣介石からの命令によって途中から部隊の向かう先が変わった。徐州から南東に出撃して黄維の部隊の救出にあたるというものであった。邱清泉と李弥の部隊は兵を南東に向けたが、結果として道中で華東野戦軍に包囲されてしまう。
12月6日、国軍の第16兵団は、足並みの乱れから誤って包囲網突破を試みて部隊の大半を失った。同日、共産党軍は黄維の第12兵団に対して攻撃を開始し、12月15日までに12万人の損失を与えた。司令の黄維は生け捕られ、副指令の胡璉は重傷を負いながらも戦車で包囲網を突破することができた。国民革命軍の34個師団が失われ、邱清泉と李弥の部隊の22個師団も包囲されたことにより、国民党側の敗色は濃厚となった。共産党側は20日間の休息を得ると共に、その間に杜聿明に対して投降を呼びかけたが拒否された。

### 第三段階
1949年1月6日、共産党軍は包囲していた杜聿明の部隊に対して総攻撃を開始した。攻撃によって第13兵団の大半が失われ、残った者たちは第2兵団の下へ敗走した。しかし第2兵団も、攻撃により第2兵団司令官の邱清泉が自殺したほか、杜聿明が捕虜となり、李弥も捕らえられたが後に脱走に成功している。蚌埠にいた李延年と劉汝明の部隊が淮河から長江にかけての地区を放棄し、長江南岸に撤退したことにより、淮海戦役は終結した。

## 原因と影響
- 歴史学者の杜維運は、「国共内戦の戦いは、実際には三大戦役しかないと言われているが、三大戦役も実際には一大戦役しかない」と述べている。前後の遼瀋戦役と平津戦役は、明らかに解放軍側に地の利と人数での優位性があったためである[4]。
- 淮海戦役で勝利を収めた共産党軍は、長江以北の華東地域と中原の広い地域を影響下に置くことができるようになった。これにより、当時中華民国の政治的中心地であった南京や経済的中心地であった上海は、共産党軍の直接的脅威のもとにおかれた。また、淮海戦役を通じて蔣介石の黄埔軍系の損失が大半を占め、政府内における蔣介石の地位を揺るがすこととなった。李宗仁や白崇禧といった新広西派はこの機に乗じて蔣介石を攻撃し、翌年には蔣介石が引退に追い込まれることとなった。経験のある主力部隊の損失は、その後の戦闘における国民党軍の戦力低下を招き、地方で徴用された者と再編された小軍閥が多くを占めるようになったことから、反攻することができずに、共産党軍の長江渡河と、長江以南の平和的解放を許すこととなった。

## 淮海戦役を題材とした作品
- 映画
  - 『大決戦』1991年中国 八一電影制片厰
  - 『戦場のレクイエム』2007年中国 華誼兄弟影業公司